# Hypsideres curvinucha
Hypsideres curvinucha là một loài bọ cánh cứng trong họ Cerambycidae.